# ألفرد دوغلاس (لاعب كريكت)
ألفرد دوغلاس (بالإنجليزية: Alfred Douglas)‏ (4 فبراير 1872 في أستراليا - 9 يونيو 1938 بملبورن في أستراليا) هو لاعب كريكت أسترالي. لعب مع فريق تسمانيا للكريكت.

## وصلات خارجية
- ألفرد دوغلاس (لاعب كريكت) على موقع إي آس بي آن كريك إنفو (الإنجليزية)